# 太阳冠

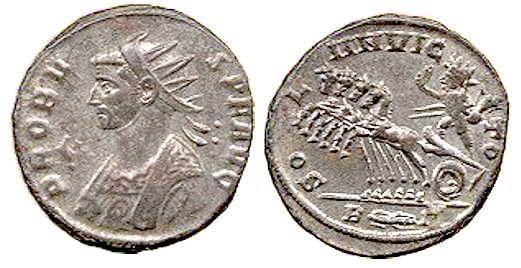
罗马皇帝普罗布斯的硬币，约280年

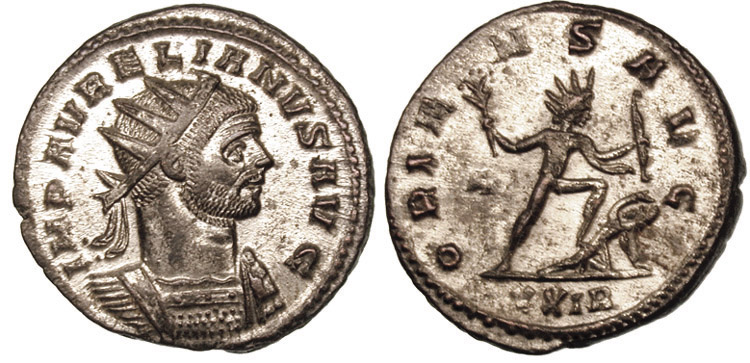
罗马皇帝奥勒良的硬币，274-275年：奥勒良和无敌者索尔佩戴着太阳冠

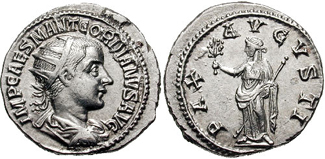
罗马皇帝戈迪安三世的硬币，240年

太阳冠（radiant），又称耀芒冠、辐冠、辐射冠，是王冠或头饰，象征着太阳或更普遍的与太阳相关的力量。 它通常采用有角圆盘的形式来表示太阳，或者采用弯曲的点带来表示光线。
在古埃及的图像中，太阳冠被视为由绵羊 或牛的角构成的圆盘。  

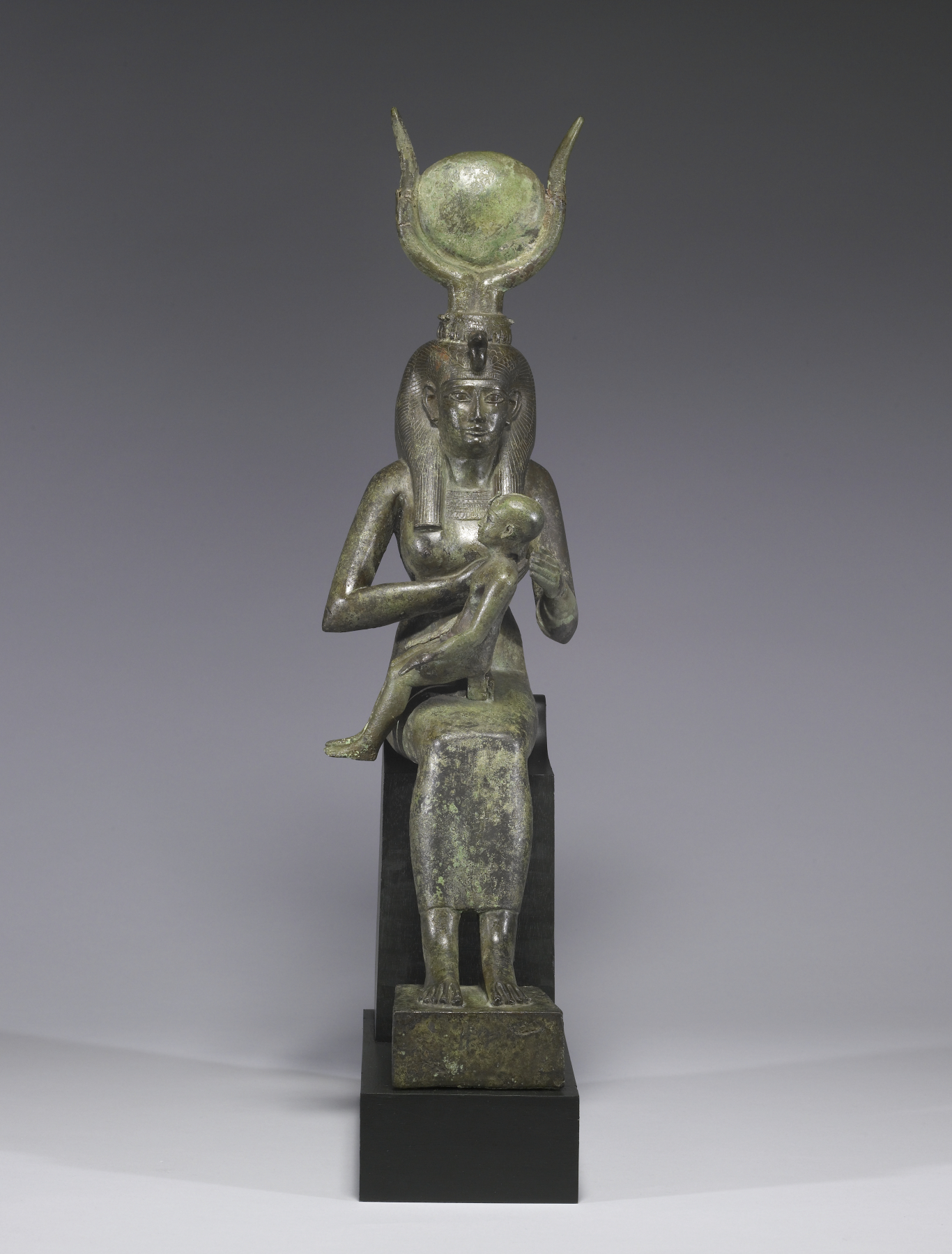
佩戴着太阳盘、牛角和幼童荷鲁斯的伊西斯（公元前680-640年）

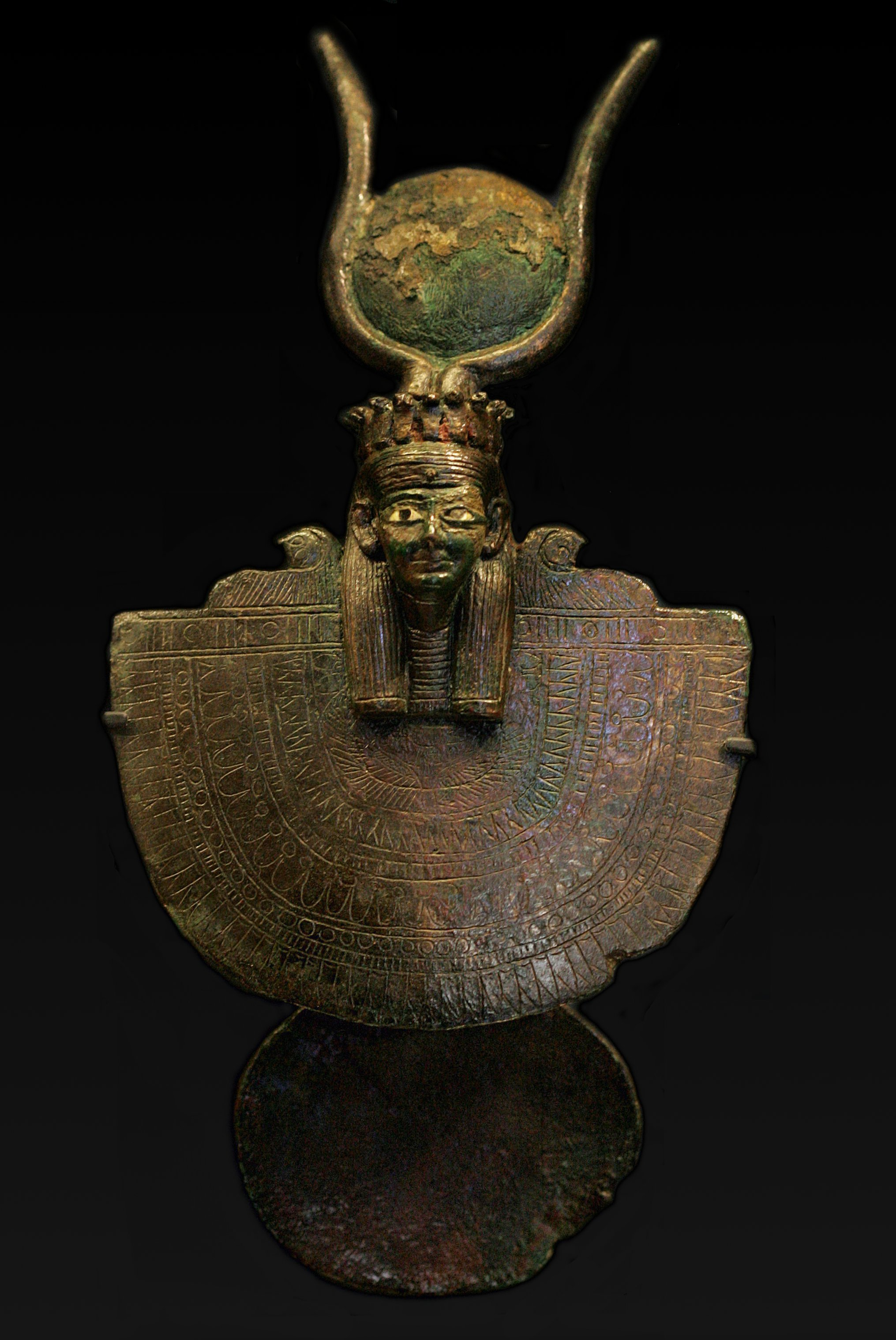
埃及埃癸斯（来自卢浮宫）
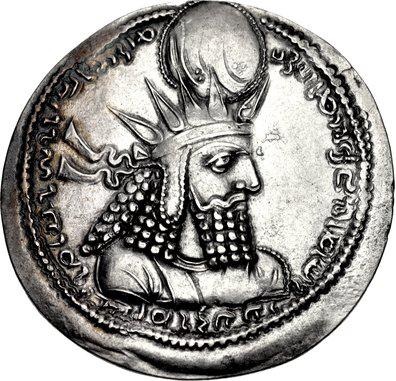
萨珊国王的硬币，巴赫拉姆一世
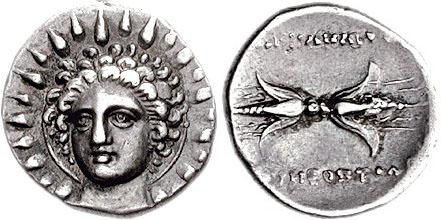
由伊庇魯斯亞歷山大一世发行的硬币（公元前333-330）
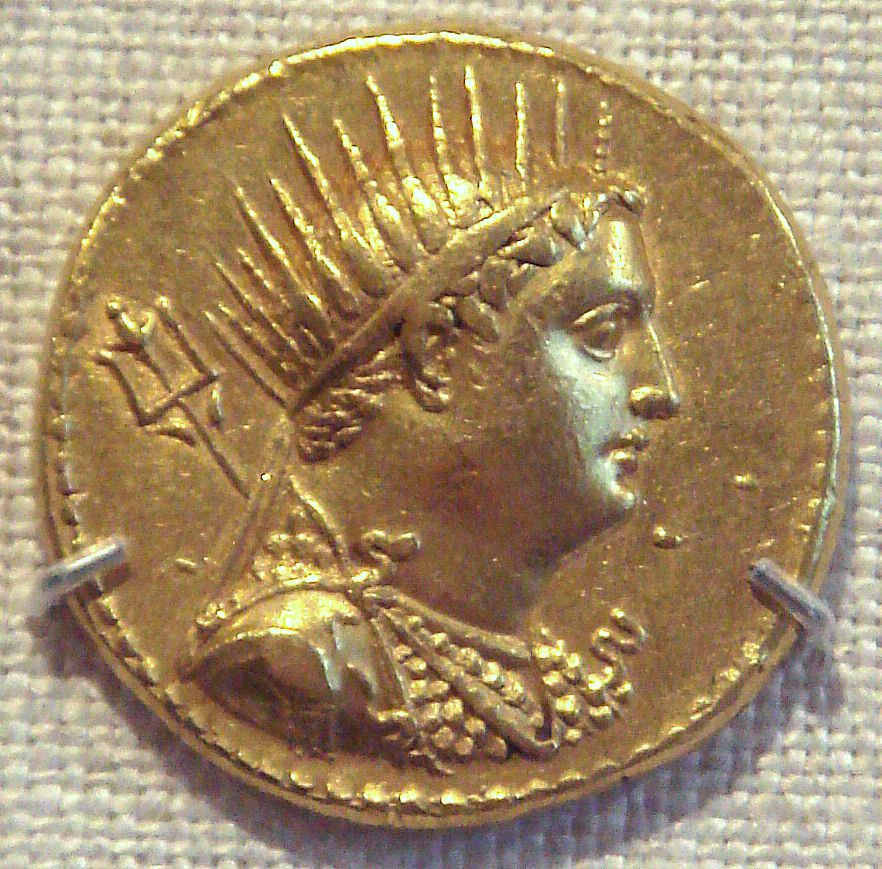
托勒密四世硬币，描绘了他神化的父亲托勒密三世
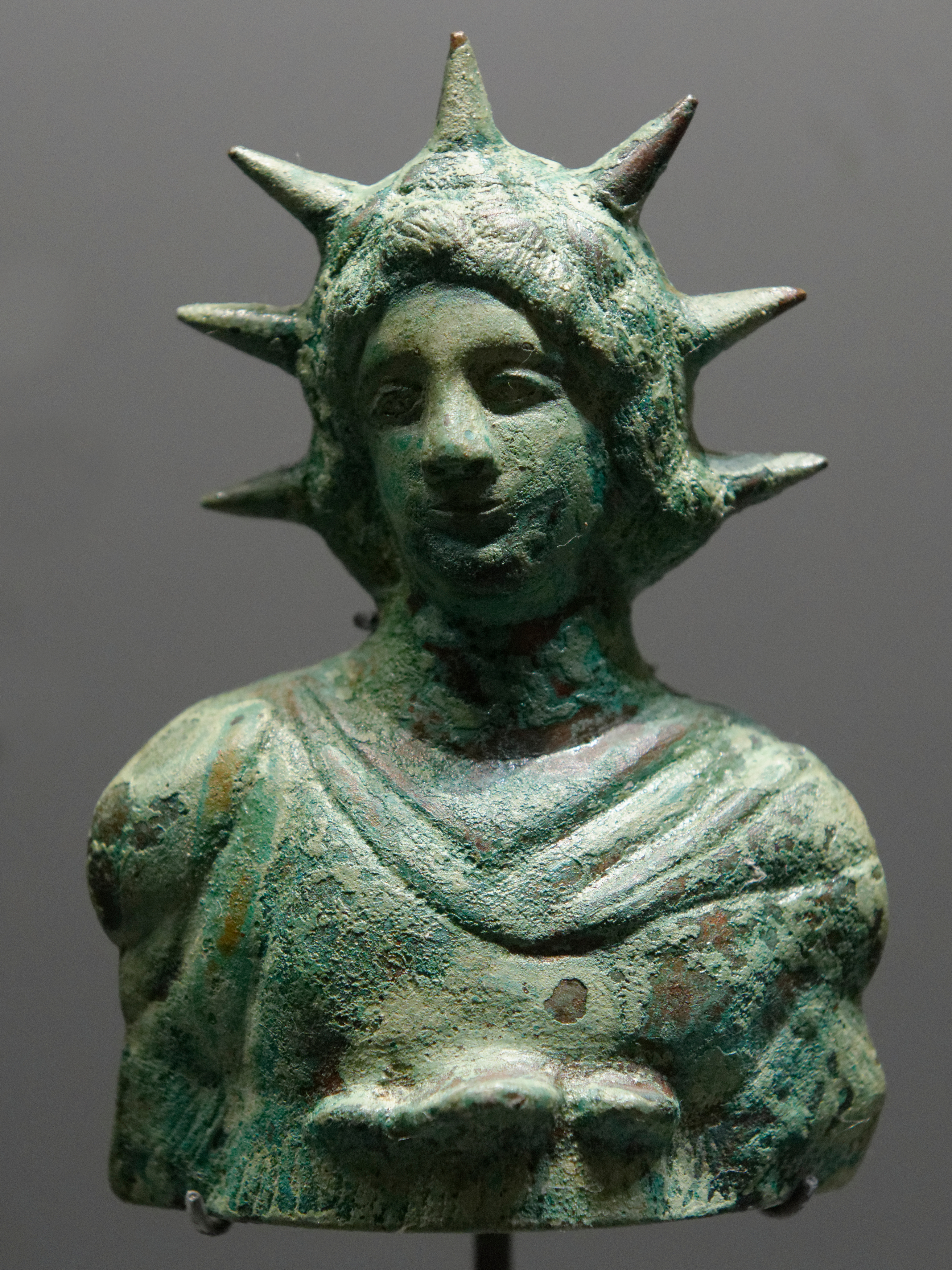
赫利俄斯穿着斗篷（的黎波里 ，公元1世纪）
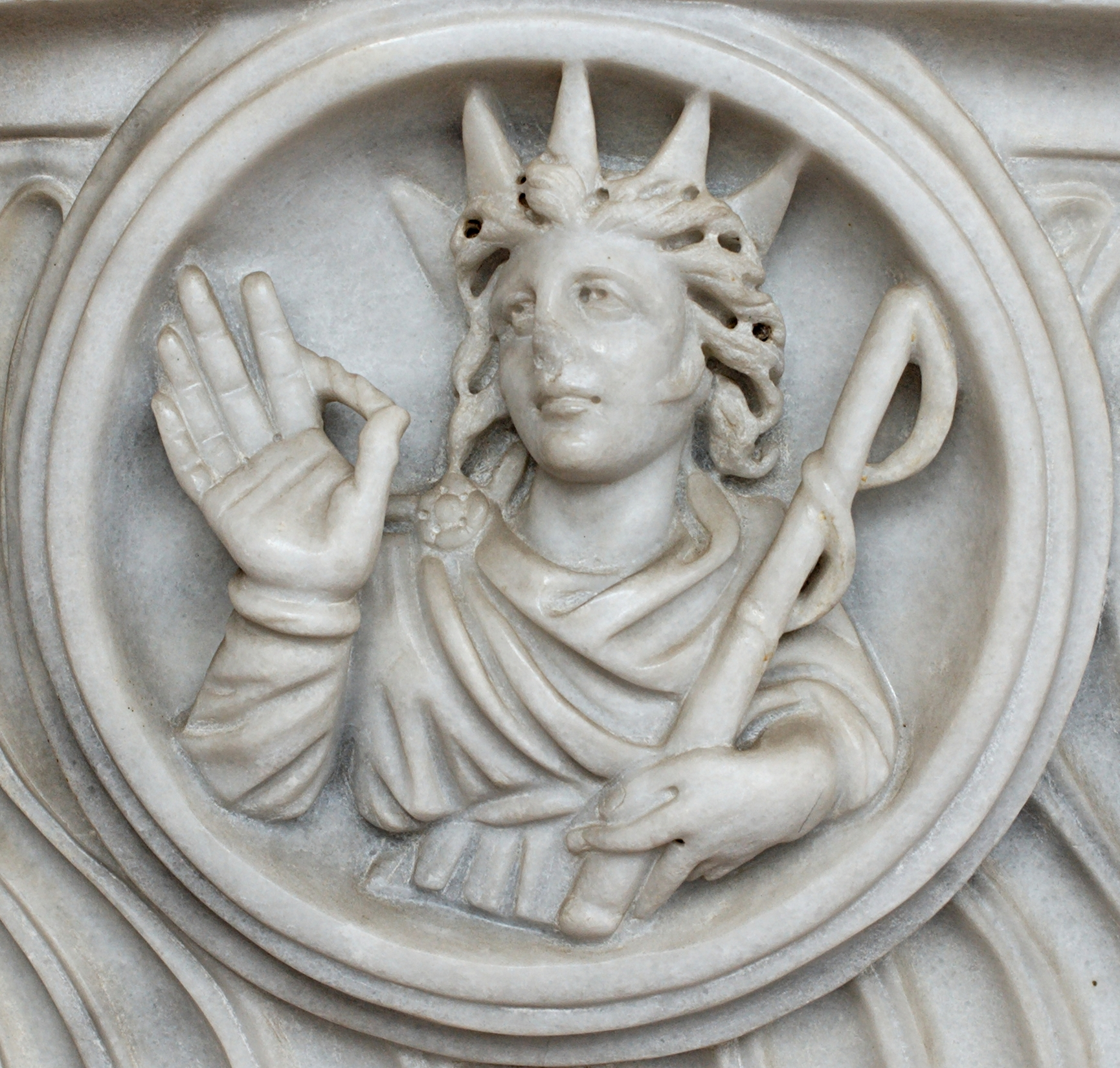
圆盾中的赫利俄斯，公元3世纪初

### 脚注
1. ↑  Teissier 1996，第185頁
2. ↑  Cooney 2012，第149頁

### 书籍
- Bardill, Jonathan, , Cambridge University Press, 2012
- Cooney, Kathlyn M., , , University of Arizona Press, 2012
- Lavan, Luke, , , Brill, 2011
- Stewart, Andrew, , University of California Press, 1993
- Teissier, Beatrice, , Orbis Biblicus et Orientalis Series Archaeologia 11, Fribourg Switzerland: University Press, 1996